# Pselligmus infaustus
Genre
Espèce
Pselligmus infaustus, unique représentant du genre Pselligmus, est une espèce d'araignées mygalomorphes de la famille des Pycnothelidae.

## Distribution
Cette espèce est endémique de Bahia au Brésil,. Elle se rencontre dans l'archipel des Abrolhos.

## Description
La femelle holotype mesure 15 mm.
Le mâle décrit par Mello-Leitão en 1923 mesure 18 mm et la femelle 15 mm.

## Systématique et taxinomie
Cette espèce a été décrite par Simon en 1892.
Ce genre a été décrit par Simon en 1892 dans les Aviculariidae. Il est placé dans les Nemesiidae par Raven en 1985 puis dans les Pycnothelidae par Montes de Oca, Indicatti, Opatova, Almeida, Pérez-Miles et Bond en 2022.

## Publication originale
- Simon, 1892 : « Études arachnologiques. 24e Mémoire. XXXIX. Descriptions d'espèces et de genres nouveaux de la famille des Aviculariidae (suite). » Annales de la Société Entomologique de France, vol. 61, p. 271-284 (texte intégral).